# Championnats d'Europe de cross-country 2018
Navigation
Šamorín 2017 Lisbonne 2019
Les 25e Championnats d'Europe de cross-country (en anglais: 25th SPAR European Cross Country Championships) se déroulent le 9 décembre 2018 à Tilbourg, aux Pays-Bas.

## Compétition
Les Championnats d'Europe de cross-country comprennent sept épreuves au total. Les distances varient en fonction de la catégorie (Seniors, Espoirs, Juniors) et du sexe (Hommes, Femmes).
| Catégorie | Hommes   | Femmes  | Relais mixte |
| --------- | -------- | ------- | ------------ |
| Seniors   | 10 300 m | 8 300 m | 5 800 m      |
| Espoirs   | 8 300 m  | 6 300 m | non disputé  |
| Juniors   | 6 300 m  | 4 300 m | non disputé  |

## Résultats

### Seniors

#### Hommes
| Rang | Athlète             | Pays        | Temps       |
| ---- | ------------------- | ----------- | ----------- |
|      | Filip Ingebrigtsen  | Norvège     | 28 min 49 s |
|      | Isaac Kimeli        | Belgique    | 28 min 52 s |
|      | Aras Kaya           | Turquie     | 28 min 56 s |
| 4    | Kaan Kigen Özbilen  | Turquie     | 29 min 04 s |
| 5    | Napoleon Solomon    | Suède       | 29 min 12 s |
| 6    | Yemaneberhan Crippa | Italie      | 29 min 14 s |
| 7    | Polat Kemboi Arıkan | Turquie     | 29 min 14 s |
| 8    | Adel Mechaal        | Espagne     | 29 min 20 s |
| 9    | Marc Scott          | Royaume-Uni | 29 min 21 s |
| 10   | Seán Tobin          | Irlande     | 29 min 22 s |
| 11   | Daniele Meucci      | Italie      | 29 min 26 s |
| 12   | Kristian Jones      | Royaume-Uni | 29 min 28 s |
| 13   | Dewi Griffiths      | Royaume-Uni | 29 min 31 s |
| 14   | Antonio Abadia      | Espagne     | 29 min 35 s |
| 15   | Robin Hendrix       | Belgique    | 29 min 36 s |
| 16   | Daniel Mateo        | Espagne     | 29 min 40 s |
| 17   | Charlie Hulson      | Royaume-Uni | 29 min 43 s |
| 18   | Henrik Ingebrigtsen | Norvège     | 29 min 45 s |
| 19   | Ole Hesslbjerg      | Danemark    | 29 min 46 s |
| 20   | Nekagenet Crippa    | Italie      | 29 min 47 s |

| Rang | Équipe | Points     |
| ---- | --- | ---------- |
|      | Turquie Aras Kaya, Kaan Kigen Özbilen, Polat Kemboi Arıkan, Chihat Ulius                                           | 3+4+7=14   |
|      | Royaume-Uni Marc Scott, Kristian Jones, Dewi Griffith, Charlie Hulson, Ross Millington, Nick Goolab                | 9+12+13=34 |
|      | Italie Yemaneberhan Crippa, Daniele Meucci, Nekagenet Crippa, Ahmed El Mazoury, Andrea Sanguinetti, Marouan Razine | 6+11+20=37 |
| 4    | Espagne | 38         |
| 5    | Belgique | 38         |
| 6    | Norvège | 55         |
| 7    | Irlande | 70         |
| 8    | Suède | 78         |

#### Femmes
| Rang | Athlète                   | Pays            | Temps       |
| ---- | ------------------------- | --------------- | ----------- |
|      | Yasemin Can               | Turquie         | 26 min 05 s |
|      | Fabienne Schlumpf         | Suisse          | 26 min 06 s |
|      | Karoline Bjerkeli Grøvdal | Norvège         | 26 min 07 s |
| 4    | Susan Krumins             | Pays-Bas        | 26 min 16 s |
| 5    | Jip Vastenburg            | Pays-Bas        | 26 min 45 s |
| 6    | Elena Burkard             | Allemagne       | 26 min 53 s |
| 7    | Charlotte Arter           | Grande-Bretagne | 26 min 57 s |
| 8    | Melissa Courtney          | Grande-Bretagne | 26 min 59 s |
| 9    | Pippa Woolven             | Grande-Bretagne | 27 min 02 s |
| 10   | Jess Piasecki             | Grande-Bretagne | 27 min 03 s |
| 11   | Maureen Koster            | Pays-Bas        | 27 min 08 s |
| 12   | Trihas Gebre              | Espagne         | 27 min 16 s |
| 13   | Charlotta Fougberg        | Suède           | 27 min 17 s |
| 14   | Anna Gosk                 | Pologne         | 27 min 20 s |
| 15   | Kate Avery                | Grande-Bretagne | 27 min 20 s |
| 16   | Liv Westphal              | France          | 27 min 20 s |
| 17   | Marie Bouchard            | France          | 27 min 21 s |
| 18   | Maja Møller Alm           | Danemark        | 27 min 22 s |
| 19   | Verity Ockenden           | Royaume-Uni     | 27 min 30 s |
| 20   | Julia Velthoven           | Pays-Bas        | 27 min 30 s |

| Rang | Équipe                                                                                                   | Points     |
| ---- | --- | ---------- |
|      | Pays-Bas Susan Krumins, Jip Vastenburg, Maureen Koster, Julia van Velthoven, Jill Holterman              | 4+5+11=20  |
|      | Royaume-Uni Charlotte Arter, Melissa Courtney, Pippa Woolven, Jess Piasecki, Kate Avery, Verity Ockenden | 7+8+9=24   |
|      | Allemagne Elena Burkard, Fabienne Amrhein, Caterina Granz, Deborah Schöneborn, Hanna Klein               | 6+19+25=50 |
| 4    | France                                                                                                   | 70         |
| 5    | Suède | 80         |
| 6    | Espagne                                                                                                  | 85         |
| 7    | Turquie                                                                                                  | 88         |
| 8    | Norvège                                                                                                  | 91         |

#### Relais mixte
L'ordre du relais imposé par l'organisateur est homme-femme-homme-femme.
| Rang | Pays                                                                                     | Temps       |
| ---- | ---------------------------------------------------------------------------------------- | ----------- |
|      | Espagne Saúl Ordóñez, Esther Guerrero, Víctor Ruiz, Solange Andreia Pereira              | 16 min 10 s |
|      | France Alexis Miellet, Renelle Lamote, Mahiedine Mekhissi-Benabbad, Johanna Geyer-Carles | 16 min 12 s |
|      | Biélorussie Artsiom Lohish, Ilona Ivanau, Siarhei Platonau, Volha Nemahai                | 16 min 21 s |
| 4    | Royaume-Uni Jamie Williamson, Alexandra Bell, Phil Sesemann, Jessica Judd                | 16 min 24 s |
| 5    | Ukraine Oleh Kayafa, Orysya Demyanyuk, Volodymyr Kyts, Iryna Bubnyak                     | 16 min 30 s |
| 6    | Suède Emil Blomberg, Hanna Hermansson, Elmar Engholm, Anna Silvander                     | 16 min 32 s |
| 7    | Belgique Ismael Debjani, Elise Vanderelst, Pieter-Jan Hannes, Sofie Van Accom            | 16 min 34 s |
| 8    | Lettonie Alberts Blajs, Liga Velvere, Ugis Jocis, Agata Strausa                          | 16 min 40 s |
| 9    | Irlande Paul Robinson, Síofra Cléirigh Büttner, John Travers, Claire Tarplee             | 16 min 40 s |
| 10   | Portugal Emanuel Rolim, Salomé Afonso, Paulo Pinheiro, Susana Francisco                  | 16 min 44 s |
| 11   | Italie Mohad Abdikadar, Eleonora Vandi, Ala Zoghlami, Giulia Aprile                      | 16 min 51 s |
| 12   | Danemark Nick Jensen, Dagmar Olsen, Andreas Holst Lindgreen, Laura Rosing Møller         | 17 min 02 s |

### Espoirs

#### Hommes
| Rang | Athlète          | Pays        | Temps       |
| ---- | ---------------- | ----------- | ----------- |
|      | Jimmy Gressier   | France      | 23 min 37 s |
|      | Samuel Fitwi     | Allemagne   | 23 min 45 s |
|      | Hugo Hay         | France      | 23 min 48 s |
| 4    | Ryan Forsyth     | Irlande     | 23 min 49 s |
| 5    | Patrick Dever    | Royaume-Uni | 24 min 05 s |
| 6    | Tariku Novales   | Espagne     | 24 min 05 s |
| 7    | Fabien Palcau    | France      | 24 min 06 s |
| 8    | Emile Cairess    | Royaume-Uni | 24 min 07 s |
| 9    | Louis Gilavert   | France      | 24 min 11 s |
| 10   | Adrian Ben       | Espagne     | 24 min 12 s |
| 11   | Stan Niesten     | Pays-Bas    | 24 min 13 s |
| 12   | Simone Colombini | Italie      | 24 min 13 s |
| 13   | Markus Görger    | Allemagne   | 24 min 17 s |
| 14   | Dorian Boulvin   | Belgique    | 24 min 19 s |
| 15   | Amanuel Gergis   | Suède       | 24 min 20 s |

| Rang | Équipe                                                                                            | Points     |
| ---- | ------------------------------------------------------------------------------------------------- | ---------- |
|      | France Jimmy Gressier, Hugo Hay, Fabien Palcau, Louis Gilavert, Yann Schrub, Yani Khelaf          | 1+3+7=11   |
|      | Royaume-Uni Patrck Dever, Emile Cairess, Mahamed Mahamed, Oliver Fox, Paulos Surafel, John Millar | 5+8+17=30  |
|      | Espagne Tariku Novales, Adrian Ben, Amin Houkmi, Pablo Sanchez, Ignacio Fontes, Andres Jimenez    | 6+10+26=42 |
| 4    | Allemagne                                                                                         | 48         |
| 5    | Belgique                                                                                          | 58         |
| 6    | Irlande                                                                                           | 69         |
| 7    | Pays-Bas                                                                                          | 78         |
| 8    | Israël                                                                                            | 87         |

#### Femmes
| Rang | Athlète            | Pays            | Temps       |
| ---- | ------------------ | --------------- | ----------- |
|      | Anna Emilie Møller | Danemark        | 20 min 34 s |
|      | Anna Gehring       | Allemagne       | 20 min 36 s |
|      | Weronika Pyzik     | Grande-Bretagne | 20 min 46 s |
| 4    | Chiara Scherrer    | Suisse          | 20 min 48 s |
| 5    | Célia Antón        | Grande-Bretagne | 21 min 57 s |
| 6    | Miriam Dattke      | Allemagne       | 20 min 58 s |
| 7    | Amy Griffiths      | Royaume-Uni     | 21 min 04 s |
| 8    | Carmela Cardama    | Espagne         | 21 min 04 s |
| 9    | Poppy Tank         | Grande-Bretagne | 21 min 05 s |
| 10   | Mathilde Sénéchal  | France          | 21 min 06 s |
| 11   | Egle Morenaite     | Lituanie        | 21 min 07 s |
| 12   | Marta García       | Espagne         | 21 min 13 s |
| 13   | Yayla Kiliç        | Turquie         | 21 min 13 s |
| 14   | Lisa Tertsch       | Allemagne       | 21 min 13 s |
| 15   | Lea Meyer          | Allemagne       | 21 min 14 s |

| Rang | Équipe                                                                                                 | Points    |
| ---- | --- | --------- |
|      | Allemagne Anna Gehring, Miriam Dattke, Lisa Tertsch, Lea Meyer, Svenja Pingpank                        | 2+6+14=22 |
|      | Espagne Célia Antón, Carmela Cardama, Marta García, Noemi Cano, Paula González, Maider Leoz Garciandia | 5+8+12=25 |
|      | Royaume-Uni Amy Grffiths, Poppy Tank, Abbie Donnelly, Dani Chattenton, Lydia Turner, Emily Moyes       | 7+9+17=33 |
| 4    | France                                                                                                 | 52        |
| 5    | Danemark                                                                                               | 56        |
| 6    | Turquie                                                                                                | 77        |
| 7    | Italie                                                                                                 | 78        |
| 8    | Suisse                                                                                                 | 81        |

### Juniors

#### Hommes
| Rang | Athlète             | Pays        | Temps       |
| ---- | ------------------- | ----------- | ----------- |
|      | Jakob Ingebrigtsen  | Norvège     | 18 min 00 s |
|      | Ouassim Oumaiz      | Espagne     | 18 min 09 s |
|      | Elzan Bibic         | Serbie      | 18 min 11 s |
| 4    | Jake Heyward        | Royaume-Uni | 18 min 16 s |
| 5    | Simen Halle Haugen  | Norvège     | 18 min 18 s |
| 6    | Mohamed Mohumed     | Allemagne   | 18 min 27 s |
| 7    | Mohamed-Amine Kodad | France      | 18 min 28 s |
| 8    | Ayetullah Aslanhan  | Turquie     | 18 min 45 s |
| 9    | Nick Jäger          | Allemagne   | 18 min 47 s |
| 10   | Valentin Bresc      | France      | 18 min 47 s |
| 11   | Bram Anderiessen    | Pays-Bas    | 18 min 47 s |
| 12   | Isaac Akers         | Royaume-Uni | 18 min 48 s |
| 13   | Ramazan Bastug      | Turquie     | 18 min 48 s |
| 14   | Matthew Willis      | Royaume-Uni | 18 min 49 s |
| 15   | Tim van de Velde    | Belgique    | 18 min 53 s |

| Rang | Équipe | Points     |
| ---- | --- | ---------- |
|      | Norvège Jakob Ingebrigtsen, Simen Halle Haugen, Håkon Stavik, Jonatan Andersen Vedvik, Simon Nebijo Steinshamn | 1+5+22=28  |
|      | Royaume-Uni Jake Heyward, Isaac Akers, Matthew Willis, Jack Meijer, Tom Mortimer, Rory Leonard                 | 4+12+14=30 |
|      | Allemagne Mohamed Mohumed, Nick Jäger, Dominik Müller, Jannik Weiß, Elias Schreml                              | 6+9+23=38  |
| 4    | France Mohamed-Amine Kodad, Valentin Bresc, Arthur Gervais, Maël Gouyette, Theo Lapouge, Imran Balouma         | 7+10+24=41 |
| 5    | Irlande | 55         |
| 6    | Pays-Bas | 57         |
| 7    | Espagne | 62,50      |
| 8    | Turquie | 65,50      |

#### Femmes
| Rang | Athlète           | Pays            | Temps       |
| ---- | ----------------- | --------------- | ----------- |
|      | Nadia Battocletti | Italie          | 13 min 46 s |
|      | Delia Sclabas     | Suisse          | 13 min 47 s |
|      | Inci Kalkan       | Turquie         | 13 min 48 s |
| 4    | Jasmijn Lau       | Pays-Bas        | 13 min 51   |
| 5    | Amelia Quirk      | Royaume-Uni     | 13 min 57 s |
| 6    | Carla Gallardo    | Espagne         | 13 min 58 s |
| 7    | Khalisa Mhlanga   | France          | 14 min 00 s |
| 8    | Emma O'Brien      | Irlande         | 14 min 01 s |
| 9    | Sarah Healy       | Grande-Bretagne | 14 min 03 s |
| 10   | Famke Heinst      | Pays-Bas        | 14 min 04 s |
| 11   | Grace Brock       | Grande-Bretagne | 14 min 05 s |
| 12   | Sibylle Häring    | Suisse          | 14 min 06 s |
| 13   | Cari Hughes       | Royaume-Uni     | 14 min 10 s |
| 14   | Roos Blokhuis     | Pays-Bas        | 14 min 11 s |
| 15   | Mariana Machado   | Portugal        | 14 min 12 s |

| Rang | Équipe                                                                                                   | Points     |
| ---- | --- | ---------- |
|      | Grande-Bretagne Amelia Quirk, Khahisa Mhlanga, Grace Brock, Cari Hughes, Anna MacFadyen, Tiffany Penfold | 5+7+11=23  |
|      | Pays-Bas Jasmijn Lau, Famke Heinst, Roos Blokhuis, Diane van Es, Jasmijn Bakker, Anna Hightower          | 4+10+14=28 |
|      | Turquie Inci Kalkan, Emine Akbingöl, Derya Kunur, Sabrye Güzelyurt                                       | 3+17+19=39 |
| 4    | Suisse Delia Sclabas, Sibylle Häring, Carolina Hernandez-Pita, Joceline Wind, Laura Guidice, Aita Ammann | 2+12+26=40 |
| 5    | Italie                                                                                                   | 41         |
| 6    | Irlande                                                                                                  | 42         |
| 7    | Espagne                                                                                                  | 43         |
| 8    | Allemagne                                                                                                | 98         |

## Tableau des médailles
| Rang  | Nation          | Or | Argent | Bronze | Total |
| ----- | --------------- | -- | ------ | ------ | ----- |
| 1     | Norvège         | 3  | 0      | 1      | 4     |
| 2     | France          | 2  | 1      | 1      | 4     |
| 3     | Turquie         | 2  | 0      | 3      | 5     |
| 4     | Grande-Bretagne | 1  | 4      | 1      | 6     |
| 5     | Allemagne       | 1  | 2      | 2      | 5     |
| 6     | Espagne         | 1  | 2      | 1      | 4     |
| 7     | Pays-Bas        | 1  | 1      | 0      | 2     |
| 8     | Italie          | 1  | 0      | 1      | 2     |
| 9     | Danemark        | 1  | 0      | 0      | 1     |
| 10    | Suisse          | 0  | 2      | 0      | 2     |
| 11    | Belgique        | 0  | 1      | 0      | 1     |
| 12    | Biélorussie     | 0  | 0      | 1      | 1     |
| 12    | Pologne         | 0  | 0      | 1      | 1     |
| 12    | Serbie          | 0  | 0      | 1      | 1     |
| Total | Total           | 13 | 13     | 13     | 39    |